# ماريتسا رودريغيز
ماريتسا رودريغيز غوميز (بالإسبانية: Maritza Rodrigyez Gomez)‏ ولدت بتاريخ 1 سبتمبر 1975 في بارانكويلا، بكولومبيا، هي ممثلة كولومبية وعارضة أزياء. ومعروفة بأدوارها العديدة مثل دور كريستال كوفاروبياس في المسلسل الفنزويلي أنخيل ريبيليد (بالإسبانية: Angel Rebelde)‏ الذي أُصدر سنة 2003، ثم دور مارفيل موندراغون دي إيرازابيل وديبورا موندراغون دي دافيلا في المسلسل الفنزويلي الآخر أكورالادا الذي أُصدر سنة 2007، ثم دور سارة اندرادي في المسلسل الآخر تالا الذي تم إصداره بحلول عام 2008، بالإضافة إلى دور بيلارا في مسلسل La Casa de al Lado الذي تم إنتاجه عام 2011، ثم تجسديها لشخصية أنطونيا فيلارويل في مسلسل El Rostro de la Venganza الذي تم بثه سنة 2012، والآن تلعب دور تيريزا كريستينا بالمر في مسلسل Marido En Alquiler الذي يتم بثه منذ سنة 2013.

## المسيرة المهنية
اشتهرت رودريغيزي بعدد أدوراها في العديد من المسلسلات، حيث جسدت مجموعة من الشخصيات في عشرات المسلسلات، وإلى جانب التمثيل فهي أيضا عارضة أزياء وتملك محل لبيع منتجات التجميل النسوية.
في عام 2016، قامت بفتح مدونة تحت اسم "Con M De Mujer by maritsa"، حيث تقوم فيها بنشر العديد من الفيديوهات التي تتحدث عن نمط حياتها من مختلف الجوانب وكذلك الأمومة ثم تصور أنشطتها اليومية في شاكلة فلوغ.

## الحياة الشخصية
لدى رودريغيز ثلاثة أشقاء، وهي تتحدث اللفة الانجليزية بطلاقة إلى جانب لغتها الأم الاسبانية.
تزوجت منذ حزيران/يونيو من العام 2005 من المكسيكي اليهودي جوشوا مينتز الذي يشغل منصب مدير تنفيذي في إحدى القنوات التلفزيونية، وهو في نفس الوقت نائب الرئيس التنفيذي والمدير العام في استوديهات تيلموندو، حيث يعيش ويعمل حاليا في ميامي، فلوريدا.
أعلنت رودريغيز يوم 11 نوفمبر 2013 على تيلموندو أنها حامل من زوجها جوشوا مينتز وسيرزقان بتوأم، وفعلا في 13 أبريل من العام الموالي أنجبت توأمان ذكر حمل اسم عكيفا ويهودا.

## قائمة أعمالها

### الفيلم
| العام | العنوان    | الدور         |
| ----- | ---------- | ------------- |
| 2000  | Vuelo 1503 | دور غير معروف |

### التلفزيون
| العام     | العنوان                   | الدور                               |
| --------- | ------------------------- | ----------------------------------- |
| 1995      | Mascarada                 |                                     |
| 1997      | عطر أجونيا                | كارمن                               |
| 1997      | La mujer en el espejo     |                                     |
| 1997      | Dios se lo pague          | ايرين ريشاردسون                     |
| 1999      | Marido y mujer            | لوسيه منديز                         |
| 2000      | La revancha               | مرسيدس ريفيرول                      |
| 2001      | Amantes del desierto      | بارباره سانتانا                     |
| 2002      | Milagros de amor          | ميلاغروس                            |
| 2004      | Angel rebelde             | كريستال كوفاروبياس                  |
| 2005      | Vuelo 1503                | أنجيلا كراندا                       |
| 2007-2008 | Acorralada                | ديبورا مونرداغون / مارفيل موندراغون |
| 2007      | Pecados Ajenos            | كارين فاليخو                        |
| 2008-2009 | Doña Bárbara              | أسونسيون فيرخيل دي ليزاردو          |
| 2008      | تالا                      | سارة اندرادي                        |
| 2010      | Perro Amor                | كاميلا براندو                       |
| 2011-2012 | La casa de al lado        | بيلار اريسمندي / راكيل اريسمندي     |
| 2012      | El rostro de la venganza  | أنطونيا فيلارويل                    |
| 2013      | رافائيل أوروزكو، ال ادولو | مارتا مونيكا كامارغو                |
| 2013-2014 | Marido en alquiler        | تيريزا كريستينا بالمر               |
| 2015-2016 | سيد السماوات              | أمبارو روخاس                        |
| 2016-2017 | Silviana Sin lana         | سيلفانا دي فيلاسينور                |

## الجوائز والترشيحات
| العام | الجائزة                                     | الفئة                           | المسلسل                   | النتيجة |
| ----- | ------------------------------------------- | ------------------------------- | ------------------------- | ------- |
| 2003  | بريميوس الهند كاتالينا                      | أفضل ممثلة في مسلسل تلفزي       | Milagros De Amor          | رُشِّح     |
| 2002  | بريميوس الهند كاتالينا                      | أفضل ممثلة في مسلسل تلفزي       | Amantes del desierto      | فوز     |
| 2000  | بريميوس الهند كاتالينا                      | أفضل ممثلة في مسلسل تلفزي       | Marido y mujer            | رُشِّح     |
| 2003  | جوائز بريميوس للمسلسلات                     | أفضل ممثلة في مسلسل تلفزي       | Milagros de amor          | فوز     |
| 2002  | جوائز بريميوس للمسلسلات                     | أفضل ممثلة في مسلسل تلفزي       | Amantes del desierto      | رُشِّح     |
| 2000  | جوائز بريميوس للمسلسلات                     | أفضل ممثلة في مسلسل تلفزي       | Marido y Mujer            | فوز     |
| 2011  | جوائز ميامي                                 | أفضل دور شرير في مسلسل          | Perro Amor                | فوز     |
| 2012  | جوائز بريميوس للأفلام باللغة الاسبانية      | أفضل ممثلة                      | El Rostro de la Venganza  | رُشِّح     |
| 2012  | جوائز ميامي                                 | أفضل دور أنثوي في مسلسل         | La Casa de al Lado        | رُشِّح     |
| 2012  | بريميوس تو موندو 2012                       | أفضل ممثلة أداء                 | La Casa de al Lado        | فوز     |
| 2012  | بريميوس تو موندو 2012                       | أفضل فتاة سيئة                  | La Casa de al Lado        | رُشِّح     |
| 2013  | بريميوس 2013                                | أفضل دور شرير في مسلسل تلفزي    | رافائيل أوروزكو، ال ادولو | فوز     |
| 2013  | بريميوس تو موندو 2013                       | الثنائي المثالي مع دافيد شوكارو | El Rostro de la Venganza  | رُشِّح     |
| 2013  | جوائز بريميوس للأفلام باللغة الاسبانية 2013 | أفضل دور أنثوي                  | Marido en Alquiler        | فوز     |

## وصلات خارجية
- ماريتسا رودريغيز على موقع IMDb (الإنجليزية)
- ماريتسا رودريغيز على موقع ألو سيني (الفرنسية)
- ماريتسا رودريغيز على موقع ميوزك برينز (الإنجليزية)
- ماريتسا رودريغيز على موقع قاعدة بيانات الفيلم (الإنجليزية)
- ماريتسا رودريغيز على موقع كينوبويسك (الروسية)
- موقع نادي المعجبين بماريتسا رودريجيز
- نادي معجبي ماريتسا رودريجيز
- نادي معجبي ماريتسا رودريغيز الرسميين في صربيا الجديدة